# パルタンナ
パルタンナ（イタリア語: Partanna）は、イタリア共和国シチリア州トラーパニ県にある、人口約10,000人の基礎自治体（コムーネ）。

## 地理

### 位置・広がり
トラーパニ県南東部のコムーネ。

#### 隣接コムーネ
隣接するコムーネは以下の通り。括弧内のAGはアグリジェント県所属を示す。
- カステルヴェトラーノ
- モンテヴァーゴ (AG)
- サラパルータ
- サンタ・ニンファ